# Bromma landskommun

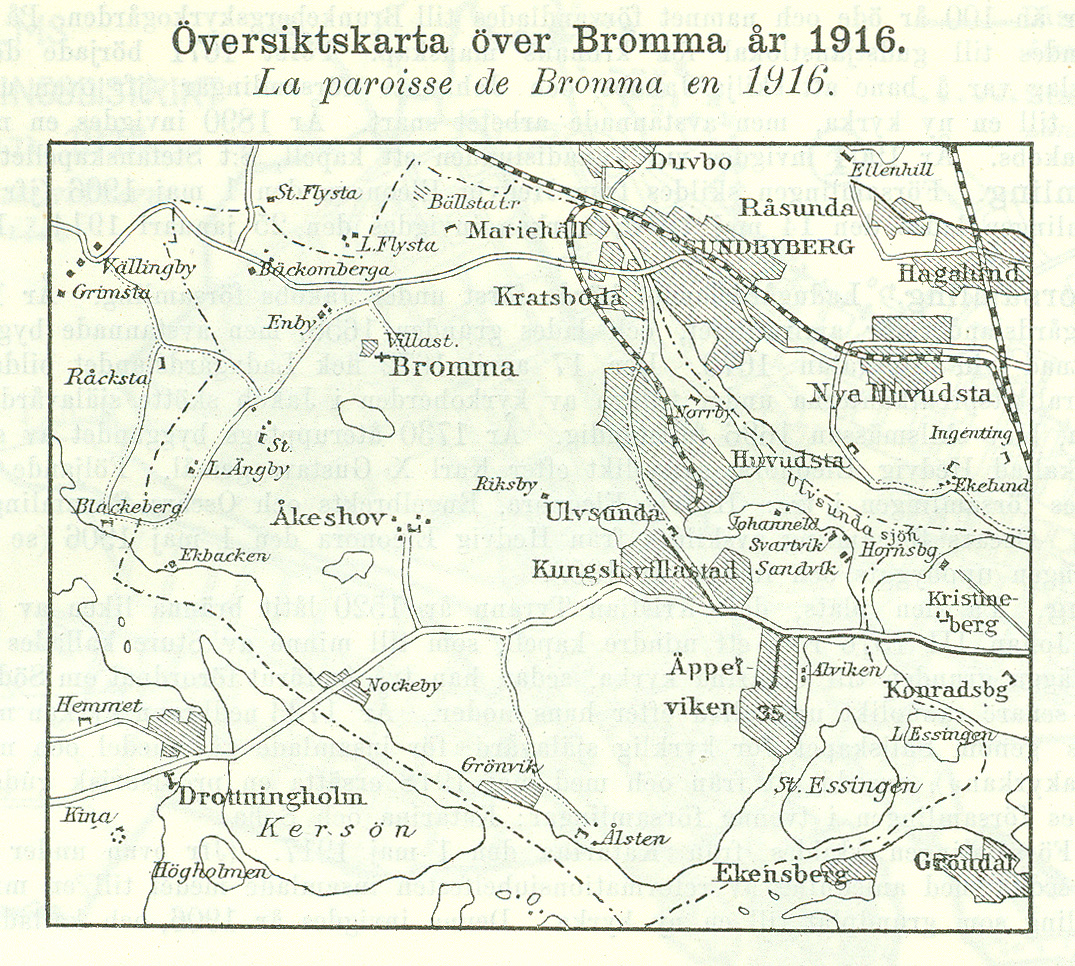
Karta över Bromma från det år då landskommunen inkorporerades i Stockholms stad.

För den tidigare kommunen i Skåne, se Bromma landskommun, Skåne.
Bromma landskommun var en tidigare kommun i Stockholms län. 

## Administrativ historik
När 1862 års kommunalförordningar trädde i kraft inrättades cirka 2 400 landskommuner i Sverige. Därtill kom 89 städer och 8 köpingar. I Bromma socken i Sollentuna härad i Uppland inrättades då denna kommun. Dess område omfattade, utöver det som i dag normalt uppfattas som Bromma, även Essingeöarna och en del av Sundbybergs kommun.
1 januari 1885 överfördes från Solna landskommun 1/4 mantal Lilla Alby nummer 2 (hemmanet även kallat Råsten) samt på dessa hemman liggande lägenheter och järnvägsområden. År 1888 bröts området norr om Bällstaån, inklusive området Lilla Alby nummer 2, och bildade Sundbybergs köping.
Inom kommunen inrättades den 6 november 1908 ett municipalsamhälle med namnet Mariehälls municipalsamhälle. 
Från den 1 januari 1916 inkorporerades Bromma landskommun i Stockholms stad, varvid Mariehälls municipalsamhälle upplöstes. 